# Elthusa propinqua
Elthusa propinqua is een pissebed uit de familie Cymothoidae. De wetenschappelijke naam van de soort is voor het eerst geldig gepubliceerd in 1904 door Richardson.